# Transporte Metropolitano de León

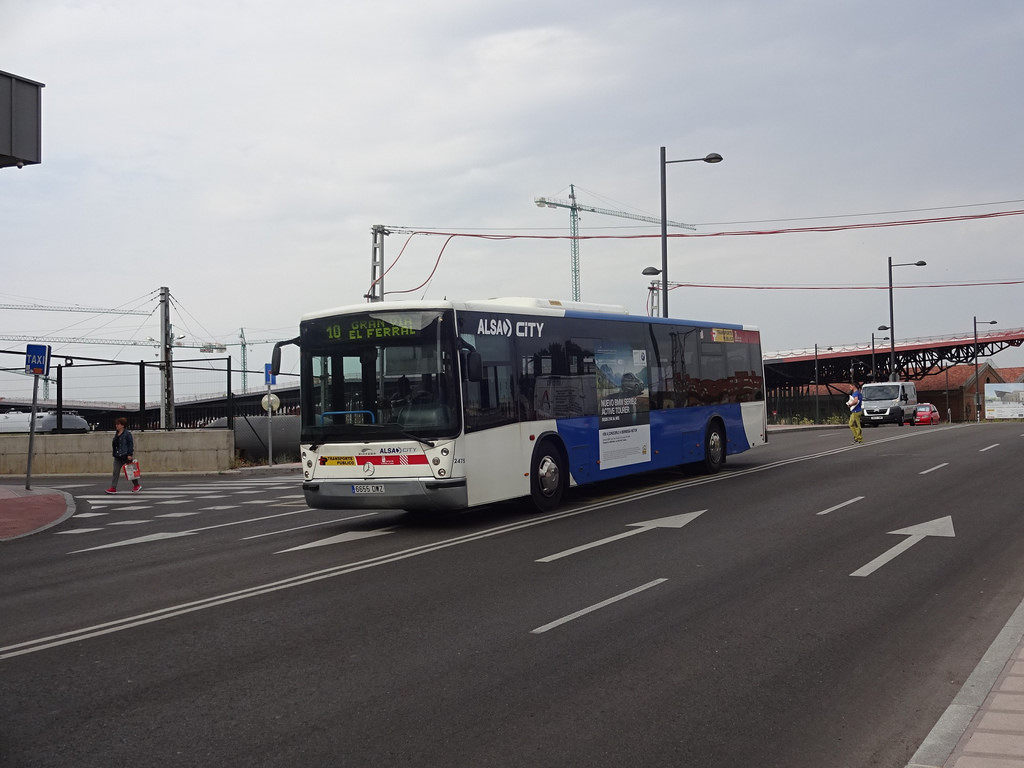
Autobús de la línea 10 circulando por la avenida Palencia, cerca de la estación de León

El Transporte Metropolitano de León es el nombre que recibe la red de autobuses interurbanos que conectan el área metropolitana de León con la ciudad de León, comunidad autónoma de Castilla y León, España. 
Las empresas Transportes Adaptados Regionales, S.L.U. (filial de la compañía ALSA), Reyero, Autocares Franco y Autocares Romerías, entre otras, son las encargada de gestionar el servicio formado por un consorcio de 11 ayuntamientos y la Junta de Castilla y León, que conforman 27 líneas que conectan todas las localidades de los 11 municipios con la capital leonesa.

## Detalles del servicio

### Precios
La tarifa del billete ordinario es de 1,40 euros. Los billetes especiales (con la tarjeta monedero) cuesta 0,69 euros (menores de 23 años) y 0,99 euros (el resto de personas). También hay bonos mensuales para realizar trayectos ilimitados por una cantidad fija.

### Formas de pago
Cuenta con dos sistemas de pago: en metálico o a través de la tarjeta electrónica de transporte público de Castilla y León que se puede recargar en estancos.

## Municipios
- Chozas de Abajo
- Cuadros
- Onzonilla
- León
- San Andrés del Rabanedo
- Santovenia de la Valdoncina
- Sariegos
- Valdefresno
- Valverde de la Virgen
- Villaquilambre
- Villaturiel

## Empresas concesionarias
- Transportes Adaptados Regionales
- Viajes Reyero
- Autocares Yugueros
- Autocares Romerías
- Autocares Vivas
- Autocares Franco
- Linecar
- Calecar

## Líneas
| Línea | Trayecto | Operador                 |
| ----- | --- | ------------------------ |
| M1A   | Santo Domingo-La Virgen-Aeropuerto (Trobajo del Camino, La Virgen del Camino) | ALSA                     |
| M1B   | Santo Domingo-La Raya (Trobajo del Camino) | ALSA                     |
| M1C   | Santo Domingo-Ezpeleta (Trobajo del Camino) | ALSA                     |
| M1D   | Santo Domingo-Doña Urraca (Barrio de Pinilla) | ALSA                     |
| M2    | Gran Vía de San Marcos-Villabalter (Barrio de Pinilla, San Andrés del Rabanedo, Villabalter) | ALSA                     |
| M3A   | Santo Domingo-Villaobispo de las Regueras (Villaobispo de las Regueras) | ALSA                     |
| M3B   | Santo Domingo-Villamoros de las Regueras (Villaobispo de las Regueras, Villamoros de las Regueras) | ALSA                     |
| M3C   | Padre Isla-Universidad-Villanueva-Padre Isla (Villarrodrigo de las Regueras, Robledo de Torío, Villanueva del Árbol, Canaleja, Castrillino) | ALSA                     |
| M4    | Gran Vía de San Marcos-Lorenzana (Azadinos, Sariegos del Bernesga, Pobladura del Bernesga, Lorenzana) | ALSA                     |
| M5    | Gran Vía de San Marcos-Cuadros (Azadinos, Sariegos del Bernesga, Pobladura del Bernesga, Lorenzana, Campo y Santibáñez, Cuadros) | ALSA                     |
| M6A   | Santo Domingo-Navatejera (Navatejera, Villaquilambre) | ALSA                     |
| M6B   | Santo Domingo-Altollano (Navatejera, Villaquilambre, Altollano) | ALSA                     |
| M7    | San Andrés-Universidad (Villabalter, San Andrés del Rabanedo, Trobajo del Camino) | ALSA                     |
| M8    | Padre Isla-Monteleón-Carbajal (Carbajal de la Legua, Urbanización Monteleón) | ALSA                     |
| M9    | Gran Vía de San Marcos-Pinilla (Barrio de Pinilla) | ALSA                     |
| M10   | Gran Vía de San Marcos-Ferral-Montejos (Barrio de Pinilla, San Andrés del Rabanedo, Ferral del Bernesga, Montejos del Camino) | ALSA                     |
| M11   | Santo Domingo-Chozas de Arriba (Valverde de la Virgen, San Miguel del Camino, Robledo de la Valdoncina, Chozas de Arriba) | ALSA                     |
| M12   | La Virgen del Camino-La Aldea de la Valdoncina (La Aldea de la Valdoncina, Oncina de la Valdoncina, Fresno del Camino) | ALSA                     |
| M13   | León-Meizara (Ribaseca, Villanueva del Carnero, Antimio de Abajo, Ardoncino, Banuncias, Meizara) | ALSA                     |
| M15   | León-Ardón (Trobajo del Cerecedo, Vilecha, Torneros del Bernesga) | ALSA                     |
| M16   | FEVE (Navatejera, Villaquilambre, Villasinta de Torío) | ALSA                     |
| M17   | Villaquilambre-Navatejera-León (Navatejera, Villaquilambre, Villasinta de Torío) | Reyero                   |
| M18   | León-Villafeliz por Las Lomas (Las Lomas, Golpejar de la Sobarriba, Tendal, Villavente, Carbajosa, Villafeliz de la Sobarriba, Santovenia del Monte)                                                                                               | Yugueros                 |
| M19   | Villamayor del Condado-León (Corbillos de la Sobarriba, Valdefresno, Villaseca de la Sobarriba, Paradilla de la Sobarriba, Sanfelismo, Villacete, Navafría, Villacil, Villalboñe, Solanilla)                                                       | Yugueros                 |
| M20   | Valdesogo-Villaturiel-León (Santa Olaja de la Ribera, Castrillo de la Ribera, Marialba de la Ribera, Alija de la Ribera, Villaroañe, Roderos, San Justo de las Regueras, Mancilleros, Villaturiel, Marne, Valdesogo de Abajo, Valdesogo de Arriba) | Grupo Romerías           |
| M21   | Cembranos-Polígono-León (Onzonilla, Viloria de la Jurisdicción, Cembranos) | Hermanos Vivas Santander |
| M22   | Villar de Mazarife-León (Villacedré, Santovenia de la Valdoncina, Quintana de Raneros, Antimio de Arriba, Chozas de Abajo, Mozóndiga, Villar de Mazarife)                                                                                          | Autocares Franco         |
| M23   | León-Valdesandinas (Armunia, Villacedré, Santovenia de la Valdoncina, Antimio de Arriba, Chozas de Abajo, Mozóndiga, Villar de Mazarife) | Autocares Franco         |
| M24   | León-Valderas por Mayorga (Valdelafuente, Arcahueja, Sanfelismo, Puente Villarente) | Linecar                  |
| M25   | León-Valderas por Valencia de Don Juan (Valdelafuente, Arcahueja, Sanfelismo, Puente Villarente) | Linecar                  |
| M26   | León-Villamarco (Valdelafuente, Arcahueja, Sanfelismo, Puente Villarente) | Linecar                  |
| M27   | León-El Burgo Ranero (Valdelafuente, Arcahueja, Sanfelismo, Puente Villarente) | Linecar                  |
| M28   | León-Villamoratiel de las Matas (Valdelafuente, Arcahueja, Sanfelismo, Puente Villarente) | Linecar                  |
| M29   | León-Mayorga (Valdelafuente, Arcahueja, Sanfelismo, Puente Villarente) | Linecar                  |
| M30   | León-Mansilla de las Mulas (Valdelafuente, Arcahueja, Sanfelismo, Puente Villarente) | Linecar                  |
| M31   | León-Zaragoza por Valladolid (Valdelafuente, Arcahueja, Sanfelismo, Puente Villarente) | Linecar                  |
| M32   | León-Benavente (Onzonilla, Cembranos) | ALSA                     |
| M33   | León-Villablino (Azadinos, Lorenzana, Campo y Santibáñez, Cuadros, La Seca, Cascantes) | ALSA                     |
| M34   | León-Villamanín (Azadinos, Lorenzana, Campo y Santibáñez, Cuadros) | ALSA                     |
| M35   | León-Ponferrada (Valverde de la Virgen, San Miguel del Camino, Robledo de la Valdoncina) | ALSA                     |
| M36   | León-Carrizo (Montejos del Camino) | ALSA                     |

### Líneas Búho
Presta servicio las noches de los sábados y domingos.
| Línea | Trayecto |
| ----- | --- |
| M14   | Servicio Búho (Ferral del Bernesga, Villabalter, San Andrés del Rabanedo, Barrio de Pinilla, Pobladura del Bernesga, Sariegos del Bernesga, Azadinos, Carbajal de la Legua, Navatejera, Villaobispo de las Regueras, Trobajo del Camino, La Virgen del Camino) |